# Khon Kham
Khon Kham hay Konekham (* thế kỷ 15, † 1432 ở Kokrua), danh xưng hoàng gia là Samdach Brhat-Anya Chao Kunikama, là vị vua thứ năm của Vương quốc Lan Xang, từ năm 1430 đến khi mất 1432.
Konekham là con trai của Vua Phaya Samsenethai và Công chúa Nayunari. Konekham lúc đầu được trao làm thống đốc Muang Xieng Sa và khi đến tuổi trưởng thành được trao danh hiệu Brhat-Anya Jikama (Chikkham). Năm 1430, anh trai là vua Yukhon bị nhiếp chính Nang Keo Phimpha giết, ông lên kế vị làm vua Lan Xang sau những tranh chấp đầy bạo lực. Konekham cai trị trong khoảng 18 tháng, và bị sát hại ở Kokrua theo lệnh của cô ruột là nhiếp chính Nang Keo Phimpha.
Konekham không có con trai. Sau đó một người con khác của Samsenethai là Kham Tam Sa nối ngôi.